# Logorama
Pour plus de détails, voir Fiche technique et Distribution.
Logorama est un court métrage d'animation français, réalisé par François Alaux, Hervé de Crécy et Ludovic Houplain (H5) en 2009. Le film détourne près de 3 000 logos, utilisés pour constituer à la fois les personnages et le décor dans lequel ils évoluent. Le récit apocalyptique met en scène une course-poursuite entre des policiers et un gangster, et se termine par une fin du monde effrayante.
Le film remporte l'Oscar du meilleur court métrage d'animation en 2010 et le César du meilleur court métrage en 2011.

## Synopsis
Dans un Los Angeles entièrement constitué de logos, deux policiers, qui ont l'apparence de Bibendum (mascotte de la marque Michelin), engagent une course-poursuite avec un trafiquant d'armes, qui a les traits de Ronald McDonald (mascotte de McDonald's). Lorsque ce dernier a un accident avec un car scolaire, il blesse un enfant (la mascotte de Haribo) et prend en otage son ami (la mascotte de Big Boy), les deux enfants sortant d'une visite d'un zoo dont le gardien et le guide sont respectivement le Géant Vert et Monsieur Propre. Le bandit se réfugie ensuite dans un restaurant tenu par Esso Girl (la mascotte d'Esso). Survient alors un tremblement de terre qui anéantit la ville ; Esso Girl et Big Boy fuient avec la voiture des policiers et finissent isolés sur une île nouvellement formée.

## Fiche technique
- Réalisation et scénario : François Alaux, Hervé de Crecy et Ludovic Houplain (H5)
- Dialogues : Greg Pruss
- Décors : Quentin Brachet
- Montage : Sam Danesi
- Musique : Human Worldwide
- Production associée : Sandrine De Monte
- Production exécutive : Stéphane Kooshmanian, Maurice Prost et Nicolas Schmerkin
- Société de production : Autour de Minuit
- Studio d'animation: Mikros Image
- Pays de production :  France
- Langue : anglais, puis recréé en français
- Durée : 16 minutes
- Format : 35 mm, couleur
- Date de sortie : 2009

## Distribution

### Voix originales
- Bob Stephenson : Ronny le bandit, Mike le flic 1
- David Fincher : le chauffeur à moustache au volant du camion
- Aja Evans : la serveuse
- Sherman Augustus : Mitch, le flic 2
- Joel Michaely : le premier garnement, le gardien du zoo, le guide du zoo
- Matt Winston : l'autre garnement
- Gregory J Pruss : le pilote d'hélicoptère
- Josh Eichenbaum : les M&M's
- Jaime Ray Newman : la voix féminine à la radio
- Andrew Kevin Walker : le chauffeur à moustache au volant du camion

### Voix françaises
- Omar Sy : Michelin Mike, Monsieur Propre, M&M's
- IZM : Michelin Miguel, Géant Vert
- Fred Testot : Ronald, Big Boy
- Pauline Moingeon Valles : la serveuse Esso
- Gilles Gaston-Dreyfus : Michelin Sheriff, Pringles Original
- Alexis Dolivet : Haribo, Pringles Hot & Spicy, Pilote Helico
- Gregory J Pruss : Pillsbury Doughboy
- Elli Medeiros : Voix radio

## Production
Le court-métrage de seize minutes Logorama est réalisé sur une période de six ans par trois designers et graphistes français, François Alaux, Hervé de Crécy et Ludovic Houplain. Le film utilise près de 3 000 logos. Afin de choisir les logos, les réalisateurs ont dû en regarder 40 000. Les voix françaises sont assurées principalement par le duo comique Omar et Fred.
Le critique Stéphane Kahn décrit ainsi le film : « Une œuvre pop que l’on gagne à revoir plusieurs fois, où le mauvais esprit et le détournement règnent en maîtres. Et l’un des chocs graphiques (autant que politique) de Cannes 2009 ».
En 2022, la version anglaise compte 400 000 visionnements sur Youtube, la version espagnole 120 000, et la version française 60 000.

## Distinctions
Ce court métrage réussit un quadruplé prestigieux avec un Oscar, un César et des prix à Cannes et à Clermont-Ferrand.
- 2011 : lauréat du César du meilleur court métrage - Nomination pour le César du meilleur film d'animation
- 2010 : prix des lycéens et collégiens au Festival du film d'animation de Bègles
- 2010 : prix du meilleur court métrage Labo au XXXIIe Festival international du court métrage de Clermont-Ferrand
- 2010 : Oscar du meilleur court métrage d'animation
- 2009 : meilleur court-métrage au Stockholm International Film Festival
- 2009 : prix Kodak à la Semaine de la Critique du Festival de Cannes 2009
- 2009 : prix du public au Festival international de Curtas Metragans
- 2009 : prix du public au Lille International Short Film Festival
- 2009 : prix spécial du jury, prix du public, prix Fuji du meilleur réalisateur au Cinanima International Animated Film Festival
- 2009 : meilleure réalisation et prix du public au Festival du film de Vendôme
- 2009 : médaille d'or de l'animation au Festival international du documentaire et du court-métrage de Bilbao (Zinebi)
- 2009 : Sardine d'argent au festival de Courboizon[réf. nécessaire]

## Produits dérivés
Le court métrage de 16 minutes est intégré au long métrage Logorama and Co. sorti en 2011. 
Un livre fondé sur le court-métrage, écrit par Ludovic Houplain, est publié par Taschen en 2013.
Le début du film est repris sous forme parodique dans l'épisode « A Tree Grows in Springfield » dans la 24e saison des Simpsons. L'épisode se termine par un clip inspiré du court-métrage.